# Johann Michael Raich

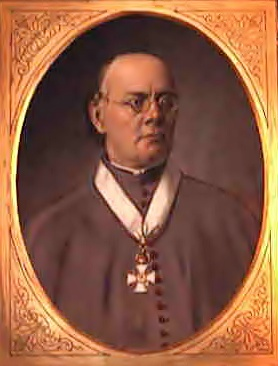
Johann Michael Raich als Domherr

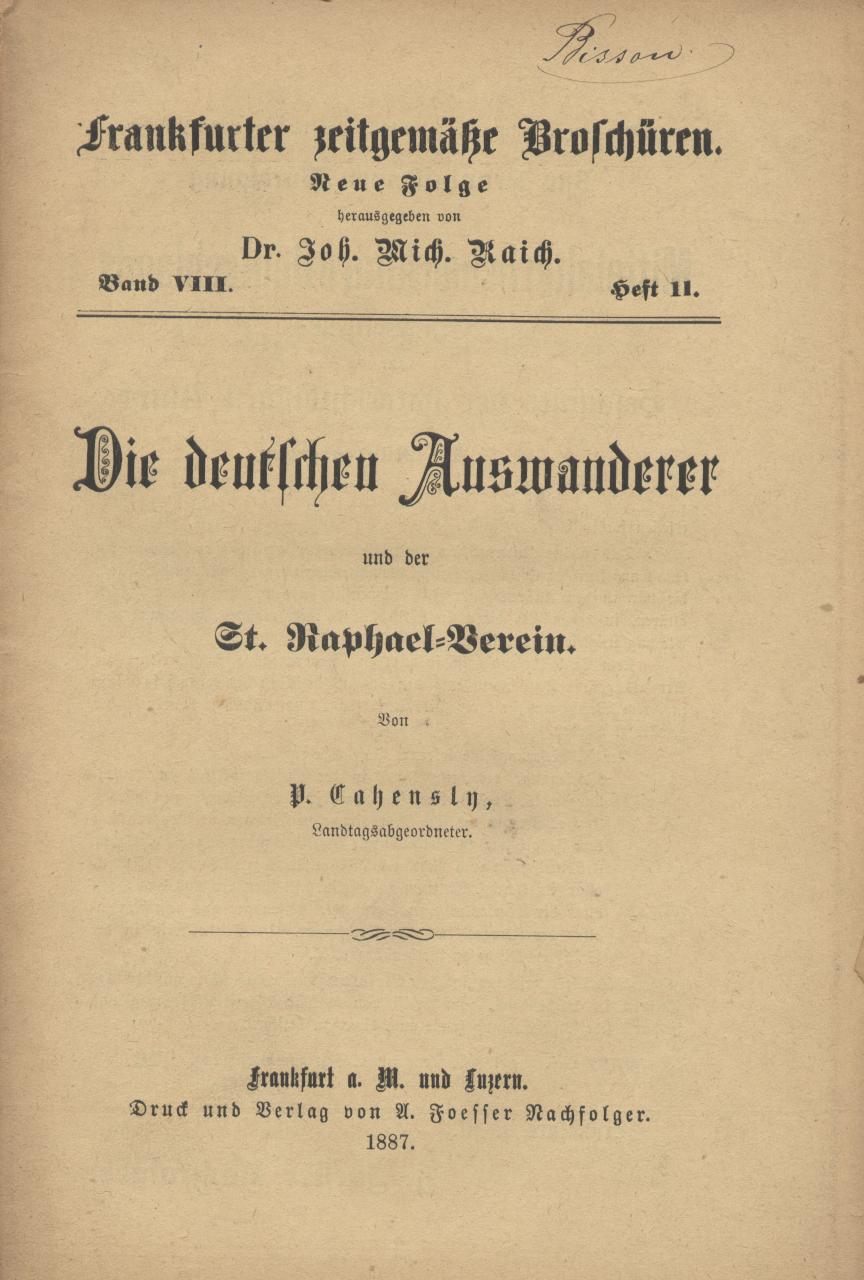
Titelblatt einer „Frankfurter zeitgemäßen Broschüre“, 1887

Johann Michael Raich (* 17. Januar 1832 in Ottobeuren; † 28. März 1907 in Mainz) war ein deutscher katholischer Priester, Mainzer Domherr und Publizist.

## Leben und Wirken
Er wurde als Sohn des Schneidermeisters Bernhard Raich und seiner Ehefrau Franziska, geb. Sommer, in Ottobeuren, Bayerisch-Schwaben geboren, besuchte das Gymnasium St. Stephan in Augsburg und studierte nach Ablegung des Abiturs ab 17. Oktober 1852 am Collegium Germanicum in Rom. Dort erwarb er den Doktorgrad in Theologie und erhielt am 29. Mai 1858 die Priesterweihe.
Anlässlich eines Rombesuches des Mainzer Bischofs Wilhelm Emmanuel von Ketteler, lernte dieser  den Jungpriester Johann Michael Raich kennen und holte ihn ab 1. November 1859 als seinen Sekretär nach Mainz. In diesem Amt blieb er bis zum Tod Bischof Kettelers, 1877. Bereits 1867 hatte ihn dieser zum Domvikar ernannt und er begleitete seinen Oberhirten 1870 auch nach Rom, zum Ersten Vatikanischen Konzil.
Raich wurde 1890, unter dem neuen Bischof  Paul Leopold Haffner Domkapitular, dessen Nachfolger Heinrich Brück ernannte ihn am 11. April 1900 zum Domdekan.
Er starb am Gründonnerstag 1907 und wurde am Karsamstag den 30. März vor der (1944 zerstörten) Aureuskapelle auf dem Hauptfriedhof Mainz begraben.
Neben seiner Tätigkeit in der Bistumsadministration leitete Raich seit 1886 die Redaktion der „Frankfurter zeitgemäßen Broschüren“, ab 1891 ebenso die des „Katholik“ und er verfasste auch eigene theologische Schriften (teilweise unter dem Pseudonym Otto Beuren). Außerdem gab er den geistlichen Nachlass von Bischof Ketteler im Druck heraus.

## Ehrungen
- Ehrenkreuz des Verdienstordens Philipps des Großmütigen, 25. November 1901[2]